# Croquette, le chat merveilleux
Pour plus de détails, voir Fiche technique et Distribution.
Croquette, le chat merveilleux est un film d'animation britannique réalisé par Christopher Jenkins et sorti en 2024,.

## Synopsis
Chaton, Croquette est adopté par Rose, une étudiante spécialisée en abeilles. Plus tard, Rose reçoit la visite de Larry, son ex-petit ami, qui l'aide à trouver une solution au problème de la mort récente de nombreuses abeilles. Croquette est jaloux et perd sa neuvième vie en tentant de faire quitter la maison à Larry. Croquette plaide alors pour que Grace, responsable de l'au-delà des animaux, obtienne de l'autoriser à retourner à son ancienne vie. Grace lui permet de revenir sur Terre avec une nouvelle série de neuf vies, mais sous différentes formes : blaireau, rat, cafard, perroquet, poisson, chien et cheval.
Pendant ce temps, le professeur Craven, directeur du laboratoire de Grace, tente de saboter ses études afin de pouvoir vendre ses drones à l'échelle mondiale. Il envoie à plusieurs reprises deux voyous détruire ses abeilles et remplacer des échantillons du vaccins qu'elle a réussi à mettre au point. Finalement, il organise une présentation publique, au cours de laquelle il espère que Rose prouvera que ses recherches ont été menées en vain. Cette fois en tant qu'abeille, puis enfin à nouveau en tant que chat, Croquette parvient à clarifier les mauvaises intentions de Craven et à sauver les abeilles. Il sauve ensuite Rose, attaquée par les abeilles drones de Craven, de la noyade, mais perd sa dernière vie et retourne au paradis, où la durée du temps est différente de celle sur Terre.
Des années plus tard, Croquette revient sous la forme d'un chaton adopté par Béatrice, la jeune fille de Larry et Rose.

## Fiche technique
Sauf indication contraire, les informations mentionnées dans cette section peuvent être confirmées par les bases de données cinématographiques IMDb et Allociné,  présentes dans la section « Liens externes ».
- Titre original : 10 Lives
- Réalisation : Christopher Jenkins
- Scénario : Christopher Jenkins, Ken Cinnamon, Karen Wengrod, Ash Brannon, Ernesto Matamoros et Leland Cox
- Musique : Tom Howe, Zayn Malik et Geoff Zanelli
- Décors :
- Costumes :
- Photographie :
- Son :
- Montage : Mirenda Ouellet et Lynn Hobson
- Production : Guy Collins, Valérie d'Auteuil, Sean Feeney, Martin Metz, Adrian Politowski, André Rouleau, Geneviève Boisvert, Rebecca Swift, Patrick Worlock et Yann Zenou
  - Production déléguée : Benoit Blouin, Ricardo Curtis, Patrick Fischer, Fred Hedman, Amanda Kerridge, Richard Kondal, Wes Lui, Tom Ortenberg, Rocky Shi, Adam Zhang et Harley Zhao
  - Production associée : Sierra Garcia, Nadia Khamlichi et Nessa McGill
  - Coproduction : Louis-Philippe Vermette
- Sociétés de production : Caramel Films, Align, GFM Animation, L'Atelier Animation, Fullwell 73, 10 Lives Productions, Quad Films et Original Force
- Sociétés de distribution : KMBO
- Pays de production :  Royaume-Uni
- Langue originale : anglais
- Format : couleur
- Genre : Animation
- Durée : 87 minutes
- Dates de sortie :
  - États-Unis : 
    - 20 janvier 2024 (Sundance)
    - 2 juillet 2025

  - Royaume-Uni : 5 avril 2024
  - Suisse : 10 octobre 2024
  - France : 16 octobre 2024
  - Belgique : 16 octobre 2024

## Distribution

### Voix originales
- Mo Gilligan : Croquette
- Simone Ashley : Rose
- Sophie Okonedo : Grace
- Zayn Malik : Kirk et Cameron
- Dylan Llewellyn : Larry
- Jeremy Swift : Joyeux
- Tabitha Cross : Béatrice
- Bill Nighy : professeur Fâcheux

### Voix françaises
- Artus : Croquette
- Melissa Windal : Rose
- Muriel Bersy : Grace
- Nicolas Matthys : Kirk et Cameron
- Maxime Donnay : Larry
- Julien Bésure : Joyeux
- June Plateau-Bertels : Béatrice
- Franck Dacquin : professeur Fâcheux